# Spálenec (przystanek kolejowy)
Spálenec – przystanek kolejowy w miejscowości Spálenec, w kraju południowoczeskim, w Czechach. Położony jest na linii kolejowej Číčenice – Nové Údolí. Znajduje się na wysokości 785 m n.p.m..  
Na przystanku nie ma możliwości zakupu biletów, a obsługa podróżnych odbywa się w pociągu.

## Linie kolejowe
- 197 Číčenice - Volary - Nové Údolí